# Floridia
Floridia is een gemeente in de Italiaanse provincie Syracuse (regio Sicilië) en telt 22.655 inwoners (31-12-2013). De oppervlakte bedraagt 26,2 km2, de bevolkingsdichtheid is 865 inwoners per km2.

## Demografie
Het aantal inwoners van Floridia steeg in de periode 1991-2013 met 14,8% volgens ISTAT.
| Jaar | Inwoner- aantal |
| ---- | --------------- |
| 1991 | 19.726          |
| 2001 | 20.675          |
| 2004 | 21.406          |
| 2013 | 22.655          |

## Geografie
De gemeente ligt op ongeveer 111 m boven zeeniveau.
Floridia grenst aan de volgende gemeenten: Palazzolo Acreide, Siracusa, Solarino.

## Meteorologie
In augustus 2021 is hier met 48,8°C de hoogste Europese temperatuur  die sinds de metingen zijn begonnen, voorgekomen.

## Geboren
- Francesco Accolla (1822-1882), advocaat en parlementslid

Augusta · Avola · Buccheri · Buscemi · Canicattini Bagni · Carlentini · Cassaro · Ferla · Floridia · Francofonte · Lentini · Melilli · Noto · Pachino · Palazzolo Acreide · Portopalo di Capo Passero · Priolo Gargallo · Rosolini · Syracuse · Solarino · Sortino